# Czyreń czarnoliniowy

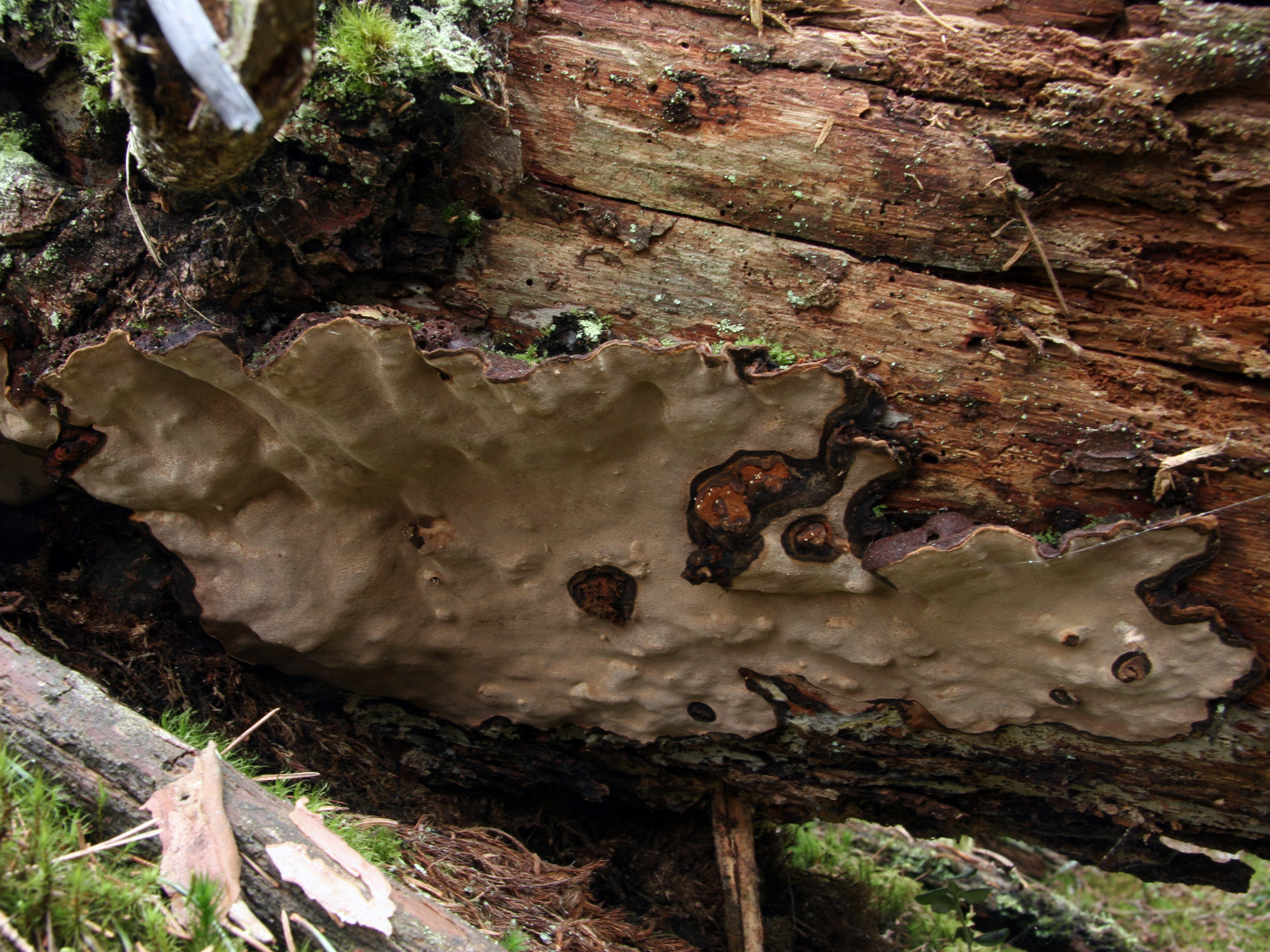

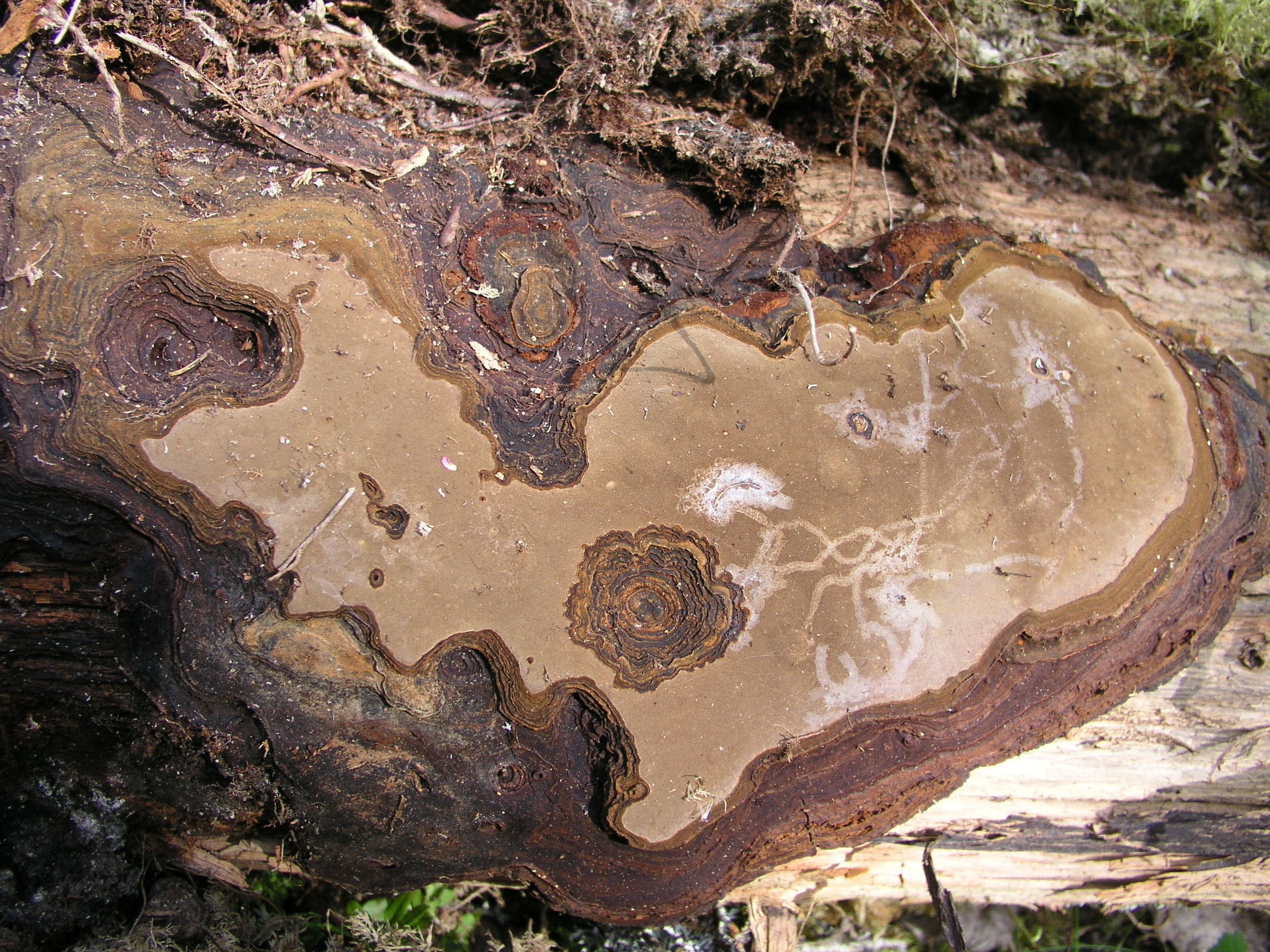

Czyreń czarnoliniowy (Phellopilus nigrolimitatus (Romell) Niemelä, T. Wagner & M. Fisch.) – gatunek grzybów z rzędu szczeciniakowców (Hymenochaetaceae). Należy do monotypowego rodzaju Phellopilus.

## Systematyka i nazewnictwo
Pozycja w klasyfikacji według Index Fungorum: Phellopilus, Hymenochaetaceae, Hymenochaetales, Agaricomycetidae, Agaricomycetes, Agaricomycotina, Basidiomycota, Fungi.
Po raz pierwszy opisał go Lars Romell w 1911 r., nadając mu nazwę Plyporus nigrolimitatus. Obecną nazwę nadali mu Tuomo Niemelä, T. Wagner i M. Fischer w 2001 r.
Ma 9 synonimów. Niektóre z nich:
- Cryptoderma nigrolimitatum (Romell) Imazeki & Aoshima 1952
- Ochroporus nigrolimitatus (Romell) Fiasson & Niemelä 1984
- Phellinus nigrolimitatus (Romell) Bourdot & Galzin 1925[2].

Polską nazwę nadał mu Stanisław Domański w 1965 r. Po przeniesieniu do rodzaju Phellopilus nazwa ta stała się niespójna z nazwą naukową.

## Morfologia
Bazydiokarp
Kortycjoidalny, wieloletni, rozpostarty, rozpostarto-odgięty lub siedzący, o kształcie poduszkowatym, rzadko konsolowatym, szerokości do 30 cm, grubości i wysokości 1–5 cm, początkowo miękki, potem twardniejący. Powierzchnia górna (sterylna) często nierówna, z głębokimi jamkami, początkowo ochrowa, potem cynamonowa, ciemnoruda lub umbrowokasztanowata. Brzeg kapelusza zwykle ostry, na górnej stronie z nieregularnymi guzkami, na dolnej sterylny i długo o barwie żółtoochrowej. Miąższ korkowaty i dość zbity lub gąbczasto-korkowaty, nasiąkający wodą, bardzo lekki, rdzawy lub cynamonowy. Cechą charakterystyczną jest widoczna na pionowym przekroju czarna linia, u owocników jednorocznych znajdująca się na wysokości około 1 mm nad rurkami, u owocników wieloletnich bardzo nieregularna, poprzerywana i powyginana. U owocników rozpostartych sterylny brzeg ma szerokość do 1 mm, jest filcowaty i żółtoochrowy. Rurki mniej lub bardziej wyraźnie warstwowane, czasami poprzedzielane cienką warstewką miąższu z mniej lub bardziej wyraźnie widoczną czarną linią. Pojedyncza warstwa ma grubość 1–7 mm. Pory drobne, regularne, okrągłe, o średnicy 0,1–0,12 mm, w liczbie 5–6 na mm. Powierzchnia hymenoforu u młodych okazów żółtooliwkowa, u starszych tabaczkowa lub bladoumbrowa z szarawym nalotem, przy dotknięciu brunatniejąca.
Cechy mikroskopowe
System strzępkowy dimityczno-trymityczny, wszystkie przegrody bez sprzążek, strzępki szkliste, słabo cyjanofilne, wszystkie nieamyloidalne, brązowe strzępki ciemnieją w KOH, ale poza tym nie zmieniają się. Górna część kontekstu złożona z jednego rodzaju strzępek (nie można rozróżnić strzępek generatywnych i szkieletowych), które są przeważnie grubościenne, matowobrązowe, rzadziej dość cienkościenne i jaśniejsze, o średnicy (1,5–)4–5(–6) µm, często spłaszczone, słabo septowane, czasami rozgałęzione. Wierzchołki strzępek na powierzchni szkliste, cienkościenne i łączące się w amorficzną błonkę. Strefa oddzielająca krustę o grubości 30–50 µm, zbudowana z gęsto upakowanych, skręconych, czerwonawo-brązowych, grubościennych strzępek zanurzonych w żywicznej matrycy. W dolnej części dimityczno-trimitycznego kontekstu, strzępki generatywne szkliste, cienkościenne, często rozgałęzione i septowane, liczne; strzępki szkieletowe o średnicy 1,8–2,9–5(–5,5) µm, grubościenne do bardzo grubościennych, żółtobrązowe lub ochrowe, przeplatane promieniście, przeważnie proste, słabo przegrodzone i rzadko rozgałęzione; wśród nich (szczególnie w pobliżu górnej granicy) cienkie, rozgałęzione, brązowe, grubościenne strzępki lub końcówki strzępek. Kontekst gąbczasty złożony głównie z jednego rodzaju strzępek o grubości (1,8–)2–4,6(–5,1) µm, ciemnobrązowych, grubościennych, czasami septowanych i rozgałęzionych, luźno splecionych, bladożółtych i na powierzchni szklistych. Trama dimityczna, z licznymi, szklistymi strzępkami generatywnymi i regularnymi, nierozgałęzionymi strzępkami szkieletowymi, które są czerwonawo-brązowe, grubościenne, przeplatane, o średnicy (1,3–)1,9–2,5(–2,9) µm, tylko rzadko septowane. Końcówki strzępek (przeważnie szkieletowych) na krawędziach rozgałęzień są szkliste, faliste, czasami strzępki generatywne mają na główkowatym wierzchołku rozetą kryształów. Subhymenium cienkie i niewyraźne, zbudowane z równoległych, sklejonych ze sobą strzępek generatywnych.
Podstawki ok. 8,4–9,8(–10,3) x 4,5–5,2 µm, szeroko maczugowate lub elipsoidalne. Bazydiole (5,9–)8–9,2(–9,9) x (3,3–)4–5 µm, kuliste lub grube, maczugowate. Szczecinki hymenalne (18–)20–32(–34) x (3–)4,5–7,5(–9) µm, czerwonobrązowe, grubościenne, szydlaste, zwykle regularne, ale kilka jest nabrzmiałych lub dwuramiennych lub w inny sposób nieregularnych. Brak innych rodzajów szczecinek, brak cystyd i cystydioli, ale bazydiole wkrótce dają początek strzępkom wtórnym, które ostatecznie wypełniają stare rurki. Stare hymenium tworzy silnie rozwiniętą strukturę plastra miodu, która wbłękicie mlekowym zabarwia się na jasnoniebieski kolor. Bazydiospory (4,1–)4,7–6,3(–7,2) x (1,9–)2–2,5(–2,8) µm, Q = 2,30–2,61, wrzecionowate (wąskie, zwężające się ku końcowi dystalnemu), rzadziej cylindryczne (nawet wtedy z lekko zwężającym się wierzchołkiem), często w kształcie czworoboku;, cienkościenne, gładkie, lekko cyjanofilne, nieamyloidalne.
Gatunki podobne
Charakterystycznymi cechami czyrenia czarnoliliowego są wrzecionowate zarodniki i bardzo lekki, korkowaty, silnie chłonący wodę miąższ z czarną linią widoczną na pionowym przekroju.

## Występowanie i siedlisko
Występuje w Ameryce Północnej, Europie i Azji. Najwięcej stanowisk podano na Półwyspie Skandynawskim. W Polsce W. Wojewoda w 2003 r. przytoczył 6 stanowisk, w późniejszych latach podano następne. Znajduje się na Czerwonej liście roślin i grzybów Polski. Ma status E – gatunek wymierający, którego przeżycie jest mało prawdopodobne, jeśli nadal będą działać czynniki zagrożenia. Znajduje się na listach gatunków zagrożonych także w Norwegii i Szwecji.
Grzyb nadrzewny występujący na drewnie drzew iglastych.